# بتراليا سوتانا
بطرلية سُتانة أو (نقحرة: بتراليا سوتانا) (بالإيطالية: Petralia Sottana)‏ هي بلدية في مقاطعة باليرمو في صقلية الإيطالية.

## السكان
في سنة 1861 بلغ عدد السكان 4٬299 نسمة، وتطور العدد ليصل في سنة 2011 لـ 2٬975 نسمة.
يظهر هذا المخطط البياني تطور النمو السكاني لـ بطرلية سُتانة